# MSC ムジカ
MSC ムジカ（MSC Musica）は、MSCクルーズが運航しているクルーズ客船。

## 概要
MSC ムジカ級の1番船で、2006年6月19日、フランスのアーケル・ヤーズ・サン・ナゼール工場（元：アトランティーク造船所）で竣工。船価は6億3千万ドル。
6月29日にヴェネツィアで行われた命名式にて、女優ソフィア・ローレンによって命名され、7月1日より東地中海クルーズに就航した。
その後同型の2番船が2007年、3番船が2008年、4番船が2010年に竣工した。

## 同型船
- 2番船　「MSC オーケストラ（MSC Orchestra）」

2007年5月3日竣工。
- 3番船　「MSC ポエジア（MSC Poesia）」

2008年4月2日竣工。
- 4番船　「MSC マニフィカ（MSC Magnifica）」

2010年2月25日竣工。